# Doddagalihalli, Madhugiri
Doddagalihalli là một làng thuộc tehsil Madhugiri, huyện Tumkur, bang Karnataka, Ấn Độ.